# Marcel Achard
Marcel Achard, właśc. Marcel-Augustin Ferréol (ur. 5 lipca 1899 w Sainte-Foy-lès-Lyon, zm. 4 września 1974 w Paryżu) – francuski dramatopisarz, scenarzysta i reżyser filmowy. 
Autor komedii, m.in. Voulez-vous jouer avec moi (1923), Jaś z księżyca (Jean de la Lune, 1929). Wyreżyserował też cztery filmy, w tym Les deux timides (1943) i La valse de Paris (1950).
Członek Akademii Francuskiej. Zasiadał w jury konkursu głównego na 8. (1955) i 19. MFF w Cannes (1966). Sprawował funkcję przewodniczącego jury na 11. (1958) i 12. MFF w Cannes (1959) oraz na 21. MFF w Wenecji (1960).